# Guerra anglo-española (1804-1809)
La guerra anglo-española (1804-1809) fue un conflicto que enfrentó a España, con el apoyo de Francia, contra Gran Bretaña. La contienda se enmarca en las guerras napoleónicas.
La guerra comenzó tras la batalla del cabo de Santa María, cuando una flota británica atacó en tiempo de paz a una escuadra española de cuatro fragatas que transportaban caudales y mercancías desde América. Uno de los buques fue hundido y el resto fue apresado. El conflicto finalizó formalmente en enero de 1809 con la firma de un tratado de paz y alianza entre el Gobierno británico y la Junta Suprema Central que gobernaba España en oposición a la ocupación francesa, aunque las hostilidades habían finalizado el año anterior con la intervención británica a favor de la Junta en su lucha contra los ejércitos napoleónicos.
La principal consecuencia fue, de acuerdo con algunas opiniones, la pérdida de la posición como potencia naval hegemónica  por la derrota sufrida contra Inglaterra en la batalla de Trafalgar de 1805.

## Desarrollo de la guerra
El 14 de diciembre de 1804 España declaró formalmente la guerra a Gran Bretaña. Las primeras operaciones tenían como propósito ayudar a Francia en su plan de invasión de Gran Bretaña. La flota hispano-francesa debía distraer a los buques británicos para permitir a los ejércitos napoleónicos cruzar el canal de la Mancha. Sin embargo, las derrotas aliadas en Finisterre (22 de julio de 1805) y Trafalgar (21 de octubre de 1805) hicieron fracasar los planes de Napoleón.
Entre 1806 y 1807 Gran Bretaña atacó las posesiones españolas del Río de la Plata, en Sudamérica. En 1806 Buenos Aires llegó a ser ocupado por los británicos durante 45 días y en 1807 cayó Montevideo. Sin embargo, estas invasiones lograron ser rechazadas por las tropas del virreinato y gracias al apoyo de la propia población, que se levantó contra los invasores.
En 1807 Manuel Godoy acordó con Napoleón, por el Tratado de Fontainebleau, dejar libre paso por España a tropas francesas para invadir conjuntamente Portugal, aliado de los británicos. Sin embargo, las tropas francesas tomaron posiciones en las principales ciudades españolas. En marzo de 1808, como consecuencia del motín de Aranjuez, el rey Carlos IV de España abdicó en su hijo, Fernando VII. En mayo del mismo año, las sucesivas abdicaciones de ambos monarcas en Bayona en favor de Napoleón provocaron la llegada al trono de José Bonaparte, hermano del emperador. Sin embargo, con los levantamientos populares contra los franceses y la negativa de las instituciones españolas a reconocer la renuncia de Fernando VII (el Consejo de Castilla invalidó las abdicaciones el 11 de agosto) dio comienzo la Guerra de la Independencia Española
La guerra con Francia convirtió en aliados a los británicos, pero España y Gran Bretaña aún no habían firmado la paz. Por ello, la Junta Suprema Central encargó a Juan Ruiz de Apodaca, como ministro plenipotenciario ante Gran Bretaña, las negociaciones de paz. Finalmente, el 14 de enero de 1809 se firmó el tratado de paz por el que, además, se acordaba la alianza hispano-británica contra Francia.